# Ел Мутасим
Абу Исхак Мухамед ибн Харун (арап. أبو إسحاق محمد بن هارون) познатији по свом престоном имену ел Мутасим Билах (арап. المعتصم بالله, „Онај који тражи уточиште у Алаху”; октобар 796, Багдад — 5. јануар 842, Самара) био је осми абасидски калиф (833—842). Био је син најпознатијег абасидског калифа Харуна ел Рашида.
Његова владавина у многоме представља континуитет са владавином његовог претходника ел Мамуна. Била је испуњена побунама у Калифату, калиф је покушавао да ојача свој положај помоћу мине (муслиманска инквизиција) и водио је ратове против Византије. Решење за свој несигурни положај Мутасим је видео у преображају своје телесне страже, у главном састављене од Турака у велику војску. Тим путем Турци су доведени до доминантног положаја у Абасидском калифату, што ће оставити озбиљне последице. Преместио је престоницу у Самару, где ће остати више од пола века.

## Порекло и ранији живот
Абу Исхак Мухамед је био син абасидског калифа Харуна ел Рашида и турске робиње Мариде бинт Шабиб. Као млађи син није имао ни довољно легитимитета ни довољно присталица да узме учешћа у грађанском рату који је избио између његове полубраће ел Амина и ел Мамуна после очеве смрти 809. године. Играо је значајну улогу после устоличења ел Мамуна 813. године. Још тада је образовао телесну стражу коју је чинило око 4000 џилмана, робова ратника претежно турског порекла. Године 829./830. угушио је устанак у Египту. Када је Абасидски калифат обновио непријатељства са Византијом 830. године, суделовао је у упадима у Малу Азију.

## Калиф

### Долазак на власт
Постао је калиф 833. године, пошто га је Мамун на самрти одредио за наследника. Том приликом је узео име ел Мутасим Билах у значењу „Онај који тражи уточиште у Алаху”. Калифат је у том тренутку обухватао огромну територију од Магреба до Инда. Међутим, у одређеним областима власт калифа била је само номинална. Персијом и Хорасаном су готово самостално управљали Тахириди, чија је моћ настављала да расте. Истовремено су Аглабиди са великим степеном аутономије владали Ифрикијом и деловима Сицилије, на крајњем западу Калифата. У то време је почео и да се осамостаљује мелитенски емир Омар ел Акта на граници са Византијом.
Још од самог почетка владавине, Мутасим је покушавао да ојача свој положај. То је чинио што кроз наметање владарске идеологије наслеђене од претходника, што кроз стварање нове војске која би била одана само калифу. Такође, од самог ступања на власт морао се борити са побунама.

### Владарска идеологија
Још Мутасимов претходник ел Мамун је развио посебно интересовање за мутезилизам, правац ислама који је садржао идеју да би се, зарад прочишћења заједнице, то могло учинити и употребом силе. Ова доктрина је наглашавала рационални Божји суд, при чему није било потребе да се апелује на милосрђе. Милосрђе је од онога који га је показивао захтевало да промени свој став у вези са преступом, а Бог није учествовао у мењању мишљења људи. Он је био потпуно трансцендентан. Мутезилизам је имао јасну политичку примену. Његове присталице су заговарале став по коме човек може да разликује добро од зла, пошто располаже способношћу да размишља. Веровали су како са сигурношћу могу да предвиде који ће суд Бог имати у односу на сваки њихов поступак. Како се они, међутим, неће увек определити за праведан чин, обавеза вође била је да своју заједницу води путем исправног учења и делања. Веровало се чак да онај ко почини грех није ни верник ни неверник, него нешто између.
Водећи се овим учењем, ел Мамун је основао мину, односно „Божји суд”, налик на инквизицију у католичкој цркви. Учитељи, учени људи и вође били су подвргнути интензивном испитивању које је повремено укључивало и методе принуде. У многим случајевима испитивање је било веома површно и усаглашавање са наметнутим учењем умногоме је повећавало шансе да испитаник брзо буде пуштен из притвора. У време Мутасимовог доласка на власт ова установа је тек добијала на замаху. Дословце поштујући стриктна наређења која му је оставио претходник, наставио је са ислеђивањима и покушао да стане на пут површном испитивању. Попут Мамуна, био је убеђен да би исламска заједница на тај начин знатно ојачала и да би с њом био оснажен и положај калифата. Мутезилитско учење уверавало га је у то да је као калиф имао овлашћења да награди добро, као и да санкционише зло, али и да дефинише оба.
Међутим, велики проблем оваквом поимању било је то што су муслимани били подељени по питању ко је имао право да се назива калифом, законитим вођом читаве заједнице. Шиити су веровали да калиф треба бити неко ко је непосредни потомак Мухамеда и имали су своје вође, имаме, који су одбијали да положе заклетву верности калифату. За имаме су сматрали да су располагали Богом дарованим и непогрешивим знањем и стога су били спремни да их беспоговорно слушају. Мутасим је желео да задобије такав степен поверења од њему подређених сунита, али у томе није успео.

### Турска гарда
Како је власт абасидских калифа, за разлику од имама, зависила од њихове моћи, била им је потребна војска која би се борила искључиво за њих и не би имала право да их уклони зарад других претендената. Ел Мутасим је одмах по доласку на власт започео стварање такве војске заснивајући је на својој телесној стражи претежно састављеној од Турака. Турци су као заробљеници у великом броју довођени из средње Азије у Багдад још у 8. веку и многи од њих су прошли обуку како би служили у војним снагама Абасида. Они који би се добро показали често су и ослобађани, а некима су били поверавани и положаји у систему државне управе.
Мутасим је за свега неколико наредних година у тој мери је омасовио своју војску да је она бројала око 70.000 људи, међу којима су је, после Турака, био и значајан број Словена и становника северне Африке који су као робље довођени у престоницу. На овај начин су официри арабљанског или персијског порекла постепено били потискивани из калифовог окружења. Незадовољство у Багдаду је расло. На улицама престонице све чешће је долазило до отворених чарки, али и до много тежих инцидената у којима су учествовали Турци и они које су били уклањани из калифовог окружења. Врхунац ових сукоба представљала је завера Мутасимовог синовца Абаса ибн Мамуна 838. године, који је њом покушао да заузме место калифа. Завера је откривена и Абас је бачен у тамницу, где је пуштен да умре од жеђи.

### Прелазак у Самару
Услед све већих немира, Мутасим је одлучио да премести престоницу. Са тим циљем је 836. године саградио град Самару, на обали Тигра, стотинак километара северно од Багдада. Две године касније у њој се населио са својом гардом. Био је направљен читав комплекс палата, који се пружао поред реке, обухватајући велелепне вртове, амфитеатар и тркалиште. Главна палата имала је пречник од око једног и по километра. У новој престоници калиф је подигао посебну четврт за Турке чиме их је изоловао од остатка становништва. То је довело до отклањања опасности од нових уличних немира, али је истовремено Турке трансформисало у кохезивну заједницу која није показивала неки значајнији степен оданости муслиманској доктрини. Самара је остала престоница Абасидског калифата дуже од пола века.

### Побуне
Дошавши на власт, Мутасим је морао да се суочи са немирима које су скоро редовно избијали приликом промена на престолу, али и са наслеђеним устанцима. Током своје владавине калиф је морао да угуши три велике побуне, као и велики број мањих. Упркос свим успесима, побуне су раздирале државу и било је јасно да њена моћ све више опада.
У време Мутасимовог устоличења још увек је трајао антифеудални устанак Бабaка Хорамдина у Азербејџану, који је избио још 815. године. Побуњеници су тежили да оживе примитивни поредак заједничке имовине и успоставе моногамију. Муслимански историчари, тежећи да Бабaкове присталице прикажу као банду развратних пљачкаша, говорили су о циљевима устаника да заведу матријархат. Жене се учествовале у устанку равноправно са мушкарцима и уживале велику независност и слободу. Бабaков устанак у једном тренутку изашао из оквира Азербејџана, наишавши на подршку нижих слојева у читавом низу градова. Мутасим је успео да га угуши тек 837. године, ангажовањем целокупних војних снага Калифата.
Побуњени сељаци су 833. године освојили Јерусалим, где су их срдачно дочекали и хришћани и Јевреји и муслимани. Како Мутасим није успевао да им нанесе коначан пораз, они су 841. године опљачкали град, након чега је већина грађана побегла. Црква Светог Гроба била је спашена само захваљујући патријарху, који је потплатио пљачкаше.

### Сукоби са Византијом
Мутасим је од свог претходника наследио и сукоб са Византијом. Рат на источним границама Мале Азије је у почетку вођен са променљивим успехом. Арабљани су обично продирали на византијску територију, па су на калифов двор одлазила византијска посланства са богатим поклонима и мировним понудама. У овим борбама узели су учешћа и павлићани, који су услед прогона у Византији бежали у Мелитенски емират и стављали се у службу Калифата. Са друге стране, Византинци су повремено упадали на арабљанске територије, па је цар Теофило славио у Константинопољу раскошне тријумфе. Ситуација се променила пошто је Мутасим угушио већину побуна и постао господар ситуације у Калифату. Године 838. предузео је велики поход који није био уперен против пограничних утврђења него против најважнијих центара у Малој Азији. Један део огромне Мутасимове војске кренуо је у северозападном правцу, потукао 22. јула царску војску у крвавој бици код Анзена и заузео Анкиру. Мутасим је, у међувремену, са главнином војске, 12. августа освојио Аморион. Поход је имао релативно мали војни, али велики морални значај. Последњи догађај је у Византији оставио врло мучан утисак, јер је Аморион био не само највећи и најважнији град Анатолијске теме, него и завичај владајуће царске династије. Град је био страховито опљачкан, половина грађана је побијена, а друга одведена у робље. Најугледнији становници били су одведени у Самару, где су погубљени пошто су одбили да пређу у ислам. Они су постали познати као 42 мученика из Амориона.
Борбе су вођене и на другом фронту, у јужној Италији и на Јадранском мору. Арабљани су 839. године заузели Тарент. Следеће године два пута су победили млетачку флоту, задужену да брани те делове Византијског царства, пошто је царска флота била сувише мала да би се супротставила непријатељима на свим странама. Победа им је омогућа да неометано упадају у Јадранско море. Године 841. арапска флота нападала је јадранске градове, продирући чак до ушћа реке По. Њени мањи одреди нападали су Будву и Котор. На молбу Византије, затим је склопљено примирје. Том приликом је ослобођена већина заробљеника из Амориона.
Упркос свом непријатељству, у доба Мутасимове владавине пада и врхунац културног утицаја Абасидског калифата на Византију. Томе се највише може захвалити цару Теофилу, коме је одушевљење арабљанском уметношћу усадио његов учитељ Јован Граматик. Утицајем арабљанске културе може се сматрати и нови успон иконоборства у хришћанском царству који пада баш у то време.

## Смрт и наслеђе
Ел Мутасим је умро 5. јануара 842. године у Самари. Сахрањен је у маузолеју који је за живота подигао у том граду. Иза себе је оставио најмање три сина. На власти га је наследио старији син ел Ватик, кога је добио са византијском робињом Каратис. Млађи син Џафар, син робиње Шуџе ел Хорезми, касније је постао калиф под именом ел Мутавакил. Абасидски калиф ел Мустаин био син ел Мутасима или његов унук, син Мухамеда ибн Мутасима.
Мутасим се у арапском свету узима као пример великодушног владара. Као и његови претходници био је покровитељ науке и Кућа мудрости у Багдаду је наставила да напредује под његовом влашћу. Ангажовао је филозофа ел Киндија као учитеља свом сину.

## Галерија
- Сребрни дирхам ел Мутасима искован 836./837. године у Рају.
- Опсада Амориона 838. године, Мадридски Скилица.
- Војне кампање Византије и Абасида у Малој Азији 837./838. год.
- Ел Мутасимов маузолеј у Самари.